# 中港大排
中港大排是位於台灣新北市新莊區的一條人工河，由新莊、泰山、五股等地雨水匯聚而成，集流面積廣大，逾1600公頃，與貴子坑溪交會，新北產業園區西側，排水經由大窠坑溪流入二重疏洪道，最後由淡水河出海。它建於1989年，2010年整治過後又稱中港綠堤。

## 歷史
中港大排一帶過去幾乎都是沼澤，因地勢低窪，暴雨時只能靠巷道兩旁的側溝宣洩排至中港路尾的低窪地帶，再北流與大窠坑溪會合後排入二重疏洪道。二重疏洪道水位常受淡水河潮水漲落之影響，因此每逢颱風雨季，中港地區的居民就要面臨水患威脅。
民國74年尼爾森颱風之後證明，中港地區淹水情形更加嚴重，因此闢建中港大排以宣洩水流乃當務之急。民國78年中港大排工程完成後，成為新北市新莊中正路以北主要的排水幹道，中港頭前地區在洪水期排水系統是否能發揮最大功能，中港抽水站之運轉乃是主要關鍵。中港大排幹道明渠段從自立街口起至匯入大窠坑溪止全長約2.6公里，它的流域範圍是集新莊、泰山及五股地區之雨水逕流，包括中正路以北、中山高速以南之低窪平地，集流面積廣達1660公頃。
流經人口密集新莊地區的汙水經由雨水下水道系統流入中港大排，以致中港大排污水黑不見底、臭氣沖天，更遑論其中所衍生的生態及衛生環境問題，因此得到了「新莊黑龍江」的外號。此外，由於中港大排所佔幅員廣闊，除影響該地區民眾居住及休閒品質，更令周邊的經濟發展受限，抹滅其商業契機。
以往執行的下水道系統工程，由根本的方法，提升用戶的接管方式以減輕污染程度，以循序漸進的方式就水質淨化及洪水防範的目標緩緩邁進。
新北市政府近年積極整治擺脫惡臭，並舉辦光雕展，已成為民眾散步休閒場所。

## 完工
- 副都心段：2010年12月17-19日辦理試體驗活動，開放民眾搭乘獨木舟、搖搖船、漂漂球等水域體驗活動。
- 市區段（自立街以北、中原路以南）：2011年12月底完工

## 註解
1. ↑  . enews.moenv.gov.tw.   [2025-04-11] （中文（臺灣））.
2. ↑  TravelKing旅遊王. . TravelKing旅遊王.   [2024-03-28]. （原始内容存档于2024-03-28） （中文（臺灣））.
3. ↑  聯合新聞網. . 聯合新聞網.   [2024-05-21]. （原始内容存档于2024-05-21） （中文（臺灣））.
4. ↑  . CSR@天下.

## 外部連結
- 中港大排之Google街景服務
- 中港大排  新北水漾（页面存档备份，存于）
- 中港大排-新莊區公所（页面存档备份，存于）